# Haute Renaissance
 (mai 2017).
La Haute Renaissance est une  période artistique du Cinquecento (le XVIe siècle italien) qui se situe dans la continuité de la Première Renaissance (1420-1500). 
Elle fait référence à l'art de la Rome papale, de Florence et de la république de Venise de 1500 à 1530. Avec la peinture de la Haute Renaissance, certains considèrent que l'art occidental atteint son apogée et apporte des œuvres d'art d'une portée universelle.

## Apparition

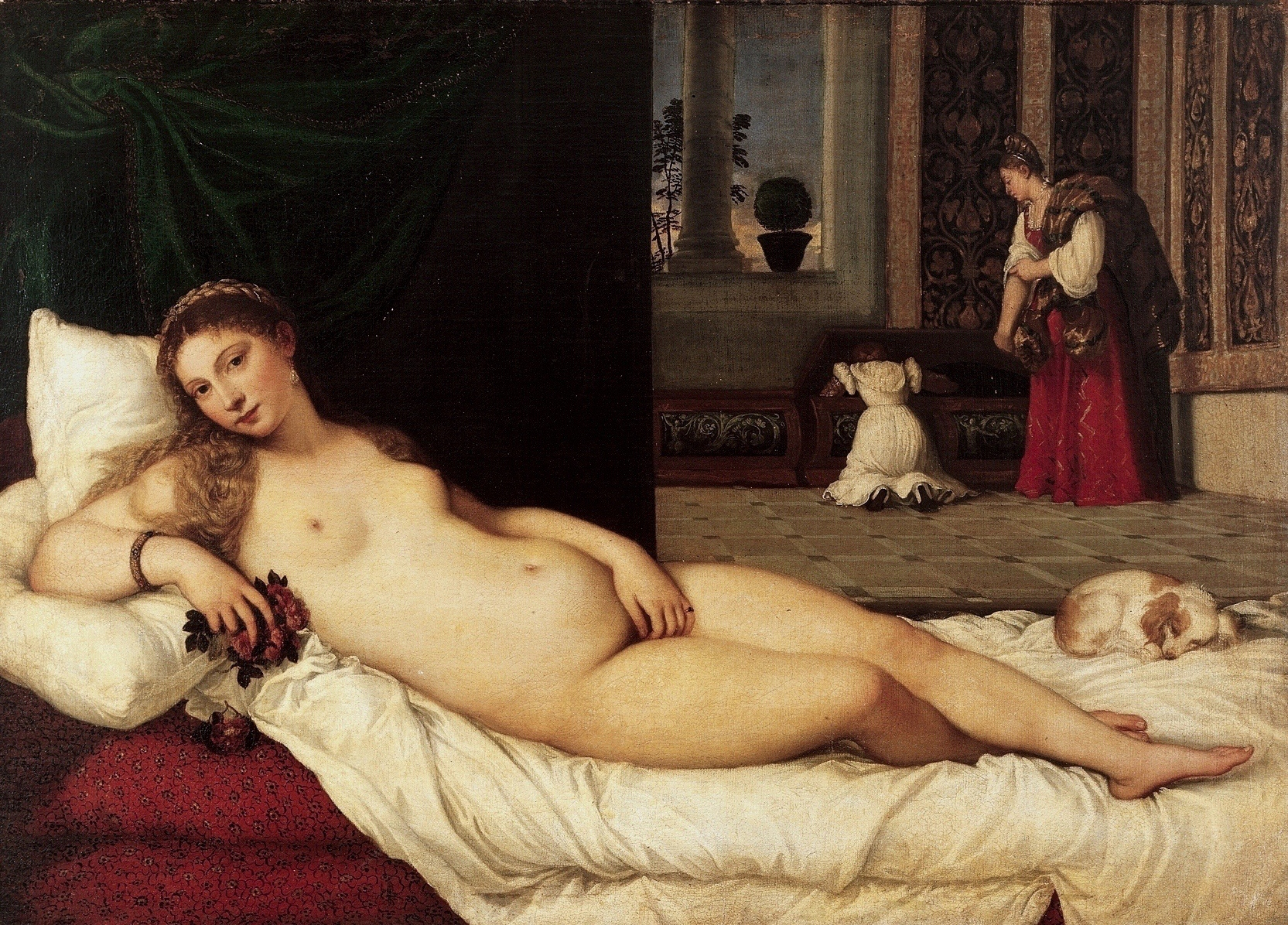
La Vénus d'Urbin, œuvre de Titien (République de Venise, 1538)exposée à la galerie des Offices de Florence.

Luca della Robbia se détourne de la concurrence de la sculpture avec Donatello pour développer son entreprise de reliefs en terre cuite vernie pour montrer notamment sa révolte contre la complexité croissante de la fin du Quattrocento florentin, bien avant l'arrivée du Pérugin, sans doute parce que la technique exige des formes simples et une surface ordonnée.
À partir des années 1510, Rome supplante Florence comme centre artistique.

## Principaux représentants
- Les maîtres de cette période sont notamment Donato Bramante (1444-1514), Léonard de Vinci (1452-1519), Michel-Ange (1475-1564) et Raphaël (1483-1520).
- Léonard de Vinci porte la technique du sfumato à la virtuosité dans ses peintures.

## Contexte historique
Cette période est marquée par des événements politiques qui influenceront beaucoup les arts : à titre d'exemple, la chute des Médicis et l’arrivée au pouvoir du moine dominicain Savonarole (mort en 1498), connu pour ses sermons apocalyptiques et son antagonisme pour la Rome des Borgia. Les sermons fanatiques de Savonarole auraient influencé les peintures de Botticelli, qui deviendront beaucoup plus dures.
Après le passage de Savonarole, Florence redevient une république, au sens des cités-État : la distinction actuelle la rattache plutôt à une ploutocratie, avec l'influence des fameux Cinq cents nobles et grands les plus importants dans la cité. Les Médicis mettront trente ans à reprendre grâce aux yeux des Florentins. C'est à cette époque que Machiavel écrit, pour instruire l'un des princes Médicis, son œuvre majeure, le Prince, donnant son analyse des évènements politiques significatifs qui secouèrent l'Italie durant le précédent siècle.

## Spécificités

### Retenue
La retenue est l'un des traits dominants de la Haute Renaissance : gestes sobres, contrapposto soigneusement contrôlé, expressions calmes, drapés sereins, allure posée, qui accompagnent et soulignent la généralisation des formes et l'idéalisation de la nature. Cette retenue s'oppose à l'art florentin qui, à partir de 1462, présente une intensité croissante et même parfois une violence dans l'expression, lui donnant une tonalité étrangement aiguë : poses forcées et musculature outrée d'Antonio Pollaiolo, insistance de Ghirlandaio sur les détails, tension croissante de Botticelli dans le mouvement et l'expression, complexité fantastique de Filippino Lippi, naturalisme intense de Verrocchio.

### Multiplicité du sens de l'œuvre

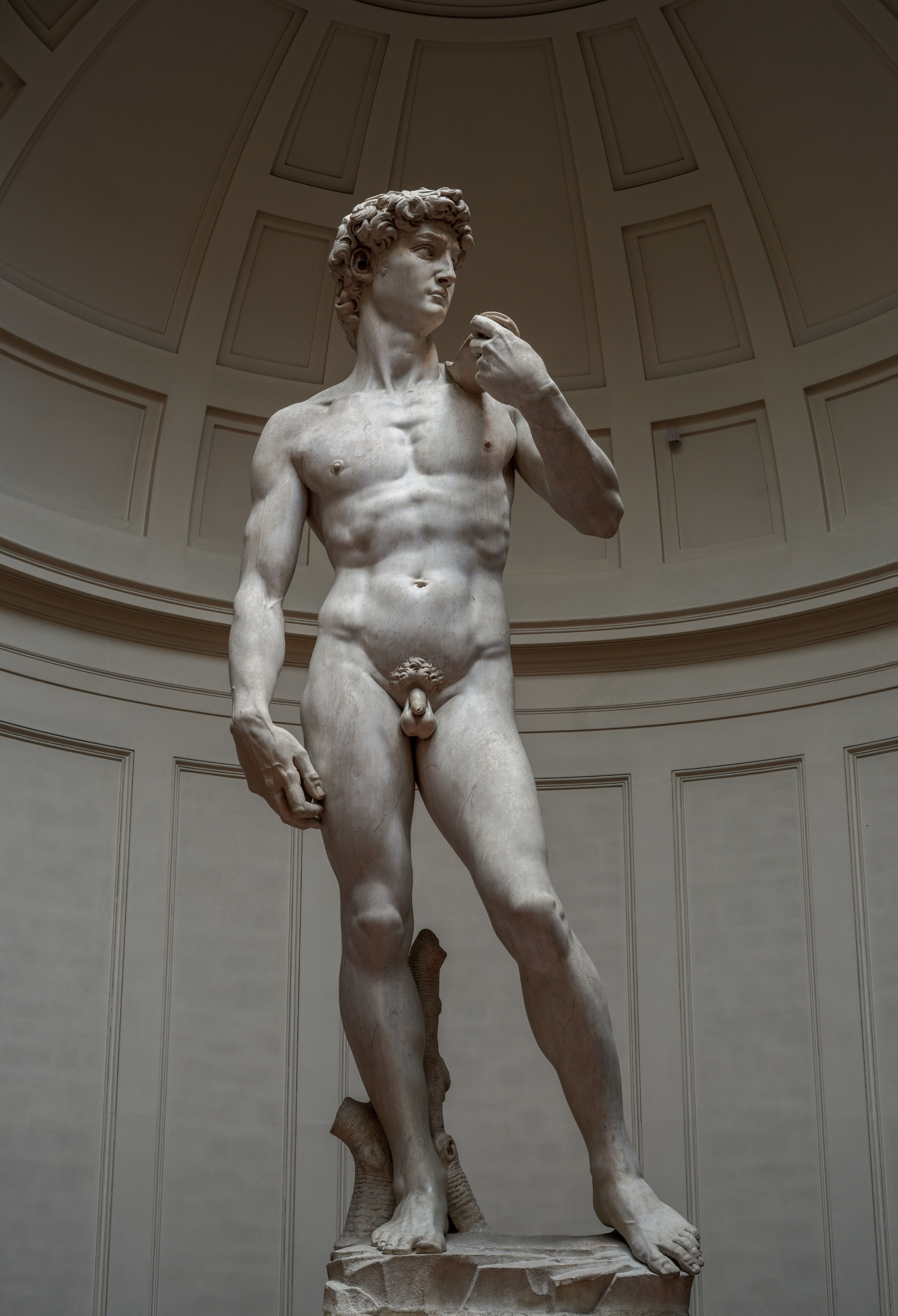
Michel-Ange, David.

Le symbolisme direct du Moyen Âge et de la première Renaissance est remplacé par de multiples niveaux de signification qui augmentent, ensemble, la richesse du contenu intellectuel de l'œuvre. Le nombre parfois important de niveaux d'interprétation est parfois déroutant, d'autant que généralement les programmes écrits qui nous sont parvenus sont très rares. L'artiste est probablement conscient de ces difficultés d'interprétation qui ajoutent au plaisir du spectateur averti et il les exploite délibérément. Ainsi le premier niveau symbolique du David de Michel-Ange est l'emploi d'un jeune berger inspiré par Dieu qui sauve son peuple et devient roi, préfigurations du Christ dans l'Ancien Testament. Mais il faut y ajouter les connotations de foi et de sacrifice religieux, de force civique, l'inspiration issue de l'Antiquité et de la morale apologétique médiévale dans la forme et la pose, l'assimilation de David en Hercule comme expression héroïque dans l'histoire religieuse et la mythologie classique. Cette multiplicité des sens à l'expansion continuelle est comprise et très prisée par ceux qui commandent ces œuvres. Les difficultés d'interprétation deviendront un aspect important des œuvres maniéristes qui suivent.

### Expressivité et mouvement dynamique
L'évolution du style va vers une plus grande expressivité et un mouvement dynamique. De nombreuses preuves indiquent que ce changement de style est intimement lié au goût des antiques et surtout de l'art classique (Laocoon, Apollon du Belvédère) qui exprime de fortes émotions et une grâce poétique. Ces qualités, si appréciées par les antiques, deviennent  celles que l'artiste moderne cherche à exprimer, d'où l'élégante rhétorique des gestes et des poses et la complexité délibérée qui, à partir de 1510, est la principale préoccupation stylistique. Outre l'influence pénétrante des antiques juste découvertes, l'inspiration vient des trompe-l'œil et de l'emploi de raccourcis saisissants sur la voûte de la Sixtine. Michel-Ange exerce une influence constante sur Raphaël ; il perturbe des artistes de moindre talent, car ceux-ci pensent que la forme et le contenu peuvent être séparés, alors que chez Michel-Ange, ils sont indivisibles.

### Costumes
A la fin des années 1480, les costumes contemporains des figures dans les tableaux religieux sont de plus en plus remplacés par des drapés enveloppants et intemporels. 

## Expansion de la Renaissance hors d'Italie

### Diffusion en France
Partis pour conquérir l'Italie, les souverains français reviennent éblouis par la beauté contenue dans les Arts de Florence :
- après son départ de Toscane, François Ier accueille en 1516 le maestro Léonard de Vinci au château du Clos Lucé.

### Évolution
Les maîtres de la Haute Renaissance ont atteint un aboutissement dans leurs techniques et un accomplissement universel. Leurs successeurs auront bien de la peine à poursuivre l'innovation et le renouveau artistique : les fonds sombres du maniérisme et du ténébrisme, qui se multiplient à la fin du XVIe siècle annoncent certains aspects de l'art baroque, qui allait se diffuser dans toute l'Europe occidentale. 

« Dès lors, les courants artistiques ne sont plus le seul fait de ce qui se déroule en Italie ; c'est la raison pour laquelle le Seicento ne fait pas l'objet d'une description historique propre. »